# Magnus Ševing
Magnus Ševing (isl. Magnús Örn Eyjólfsson Scheving) je islandski pisac, producent, glumac, preduzetnik i sportista. Rođen je 10. novembra 1964. godine u Borgarnesu.
Tvorac je dečje serije Lenji Grad, u kojoj je 2004. godine glumio Sportakusa. Izabran je za sportistu godine na Islandu 1994. godine. Godine 2006, Magnus je dobio „Eda nagradu“ za životno delo za svoj rad, kao tvorac serije Lenji Grad. Predsednik Islanda mu je uručio nagradu.

## Filmovi
| Film               | Uloga         | Godina |
| ------------------ | ------------- | ------ |
| Lenji Grad         | Sportakus     | 2004.  |
| Lenji Grad Ekstra  | Sportakus     | 2008.  |
| Špijun u susedstvu | Anton Poldark | 2010.  |

## Spoljašnje veze
- Zvanični sajt
- Magnus Ševing на веб-сајту  (језик: енглески)
- "Mr. Motivator" Архивирано на веб-сајту  (17. мај 2011) Times Online